# Engelburg
Engelburg (toponimo tedesco) è una frazione di 3 337 abitanti del comune svizzero di Gaiserwald, nel Canton San Gallo (distretto di San Gallo).

## Geografia fisica

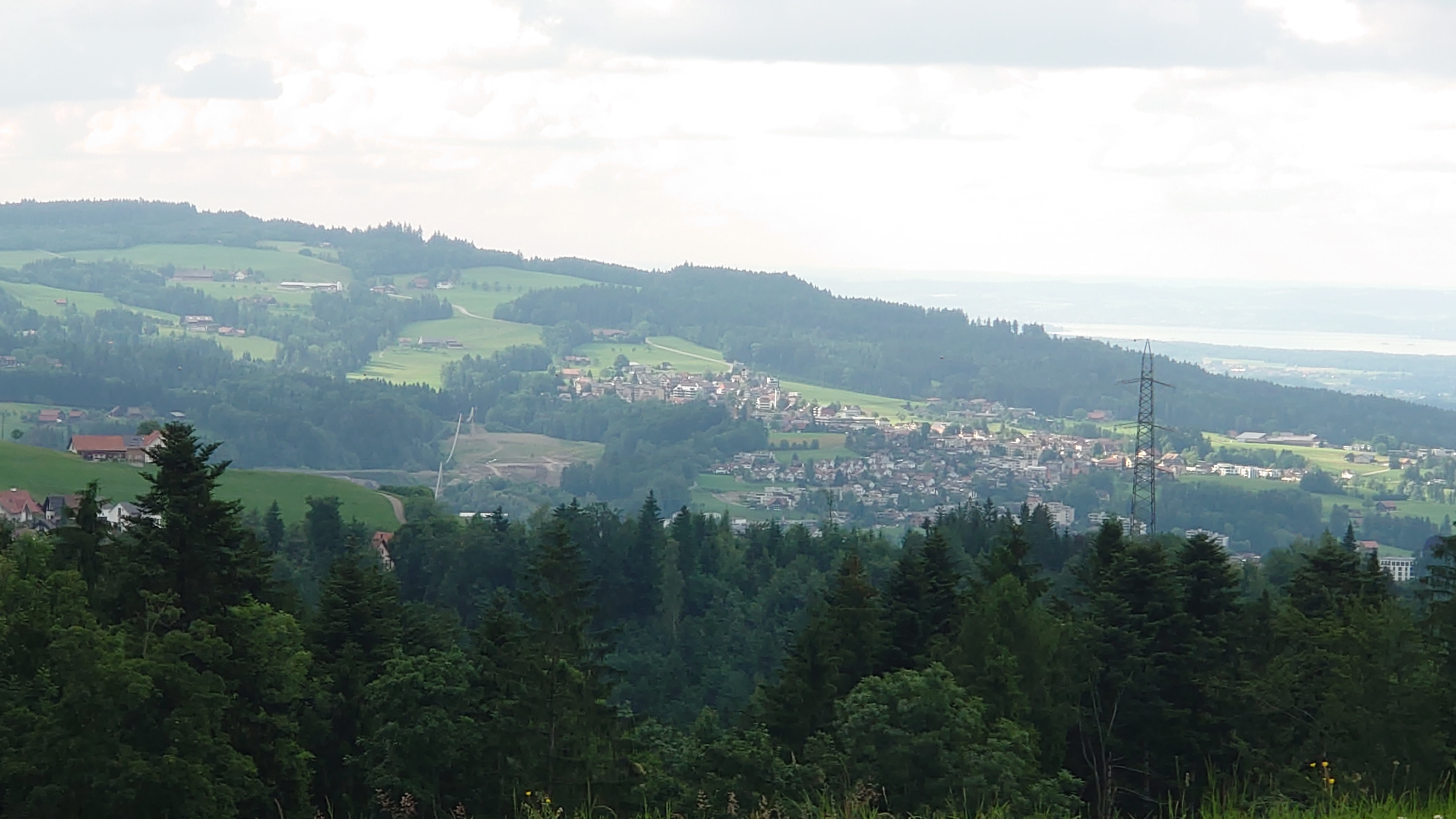
Engelburg e le pendici del monte Tannenberg

Engelburg si trova nella parte settentrionale del territorio di Gaiserwald, ai piedi del monte Tannenberg.

## Monumenti e luoghi d'interesse
- Chiesa parrocchiale cattolica degli Angeli Custodi, eretta nel 1768-1770[1].

## Società

### Evoluzione demografica
L'evoluzione demografica è riportata nella seguente tabella:
Abitanti censiti

## Economia
Engelburg è un paese prevalentemente residenziale, con rilevante pendolarismo in uscita verso San Gallo.